# 中原みすず
中原 みすず（なかはら みすず）は、日本の小説家。本名、経歴等不詳。

## 概略
- 唯一の著書『初恋』は、1968年に東京都で起きた三億円強奪事件の実行犯が主人公になっているが、この主人公が著者と同姓同名で、フィクション小説ながら前書きや後書きが存在するなど自伝的な内容になっている。
- 『初恋』の映画化時、主人公を演じた宮崎あおいは著者と会話し、著者が事件の犯人であることを確信したとインタビューで答えた。

## 『初恋』の変遷
- 『初恋』は2000年に文園社から出版された城真琴著『幻想の手記 褐色のブルース』に加筆・修正を加えて、2002年にリトルモアが出版したものである。
- 1999年に出版された風間薫のノンフィクション小説『真犯人-「三億円事件」31年目の真実』によると、『幻想の手記 褐色のブルース』もまた、文園社から出版される前に坊城ミス著『記憶のカルテ 権力への挑戦〜そして完全犯罪は終わった』として限定100部で自費出版されたとある。

## 著書
- 『初恋』リトルモア、2002年 ISBN 978-4-898-15064-1
  - 文庫版 新潮社〈新潮文庫〉、2008年 ISBN 978-4-10-135451-4